# Johannes Lecküchner
Johannes Lecküchner (auch: Hans oder Lebküchner; † 31. Dezember 1482) war ein Geistlicher und vermutlich auch Fechtlehrer, der im 15. Jahrhundert im Raum Nürnberg lebte. Er war Verfasser einer der umfangreichsten Abhandlungen über das Fechten mit dem langen Messer.
1478 verfasste er ein Werk zur Messerfechtlehre, das er auch illustrierte, ab 1480 Pfarrer in Herzogenaurach.

## Werke
- Hans Lebküchner: Kunst des Messerfechtens. Nordbayern 1482 (mittelhochdeutsch, digitale-sammlungen.de – Handschrift, Bayerische Staatsbibliothek München Cgm 582).

- Hans Lebküchner: Das ist herr hannsen Lecküchner von Nurenberg künst vnd zedel ym messer. Pramatische Schriftlichkeit, 2006, ISBN 978-3-00-021683-1 (pragmatische-schriftlichkeit.de [PDF; 797 kB] Transkription der Handschrift cgm 582 von Carsten und Julia Lorbeer, Johann Heim, Robert Brunner und Alexander Kiermayer).

- Hans Lecküchner: Fechtbůch: Die Ritterliche, Mannliche Kunst vnd Handarbeyt Fechtens, vnd Kempffens; Auß warem vrsprunglichem grund der Alten ... beschrieben vnnd fürgemalt. Frankfurt am Main 1558 (google.com – Digitalisat).